# Вышиньский, Станислав
Станислав Вышиньский (пол. Stanisław Wyszyński; 12 января 1932—12 декабря 2012) — польский актёр театра, кино и телевидения.

## Биография
Родился в Вильнюсе (тогда Виленское воеводство Польской Республики). Актёрское образование получил в Театральной академии им. А. Зельверовича в Варшаве, которую окончил в 1955 году. Дебютировал в театре в 1953 г. Актёр театров в Варшаве по 1992 год. Выступал также в спектаклях польского «театра телевидения» (в 1954—1998 годах). Скончался в Варшаве.

## Избранная фильмография
- 1960 — Косоглазое счастье / Zezowate szczęście — военнопленный
- 1960 — Год первый / Rok pierwszy — Патка, милиционер
- 1961 — Прикосновение ночи / Dotknięcie nocy — поручник Келерман
- 1963 — Жена для австралийца / Żona dla Australijczyka — член горсовета
- 1965 — Капитан Сова идёт по следу / Kapitan Sowa na tropie — Навроцкий, писатель (только в 1-й серии)
- 1972 — Анатомия любви / Anatomia miłości — Марек
- 1974 — Самый важный день жизни / Najważniejszy dzień życia — Пётр Хрынюк (только в 4-й серии)
- 1976 — Большая система / Wielki układ — Яцек, муж Терезы
- 1979 — Вишни / Wiśnie / Die Weichselkirschen (Польша / ФРГ) — Новак

## Признание
- 1974 — Золотой Крест Заслуги.
- 1974 — Медаль «30-летие Народной Польши».